# Mobiele game
Een mobiele game is een videogame die doorgaans op een mobiele telefoon wordt gespeeld. De term verwijst ook naar alle games die worden gespeeld op elk draagbaar apparaat, inclusief van mobiele telefoon (functietelefoon of smartphone), tablet, PDA tot draagbare gameconsole, draagbare mediaspeler of grafische rekenmachine, met en zonder netwerkbeschikbaarheid. Het vroegst bekende spel op een mobiele telefoon was een Tetris-variant op het Hagenuk MT-2000-toestel uit 1994.
In 1997 lanceerde Nokia de zeer succesvolle Snake. Snake (en zijn varianten), dat vooraf was geïnstalleerd op de meeste mobiele apparaten van Nokia, is sindsdien een van de meest gespeelde games geworden en is te vinden op meer dan 350 miljoen apparaten wereldwijd. Een variant van de Snake-game voor de Nokia 6110, die gebruikmaakt van de infraroodpoort, was ook de eerste game voor twee spelers voor mobiele telefoons.
Tegenwoordig worden mobiele games meestal gedownload van een app store en van de portals van mobiele operators, maar in sommige gevallen worden ze ook vooraf geladen in de handheld-apparaten door de OEM of door de mobiele operator bij aankoop, via een infraroodverbinding, Bluetooth of geheugenkaart , of zijdelings op de handset geladen met een kabel.
Downloadbare mobiele games werden voor het eerst op de markt gebracht in Japan rond de lancering van het I-mode-platform van NTT DoCoMo in 1999, en tegen het begin van de jaren 2000 waren ze beschikbaar via een verscheidenheid aan platforms in Azië, Europa, Noord-Amerika en uiteindelijk de meeste gebieden waar moderne carrier-netwerken en handsets beschikbaar waren tegen het midden van de jaren 2000. Mobiele games die werden gedistribueerd door mobiele operators en portals van derden (kanalen die aanvankelijk waren ontwikkeld om inkomsten te genereren met downloadbare ringtones, wallpapers en andere kleine stukjes inhoud met behulp van premium sms of rechtstreekse providerkosten als factureringsmechanisme) bleven echter een marginale vorm van gamen tot de iOS-app van Apple Store werd gelanceerd in 2008. Als de eerste marktplaats voor mobiele content die rechtstreeks wordt beheerd door een houder van een mobiel platform, heeft de App Store het consumentengedrag aanzienlijk veranderd en de markt voor mobiele games snel verbreed, aangezien bijna elke smartphone-eigenaar mobiele apps begon te downloaden.

## Geschiedenis
Tegen het einde van de 20e eeuw werd het bezit van mobiele telefoons alomtegenwoordig in de geïndustrialiseerde wereld - als gevolg van de vaststelling van industriestandaarden en de snelle daling van de eigendomskosten van handsets en het gebruik dat werd aangedreven door schaalvoordelen. Als gevolg van deze explosie ging de technologische vooruitgang door fabrikanten van handsets snel. Met deze technologische vooruitgang werden games voor mobiele telefoons ook steeds geavanceerder, gebruikmakend van exponentiële verbeteringen in weergave, verwerking, opslag, interfaces, netwerkbandbreedte en functionaliteit van het besturingssysteem. De eerste game die de wens voor handset-games aantoonde, was een versie van Snake die Nokia sinds 1997 op zijn apparaten had opgenomen.
In 1999 lanceerde NTT Docomo het mobiele platform i-mode in Japan, waarmee mobiele games op smartphones kunnen worden gedownload. Verschillende Japanse ontwikkelaars van videogames kondigden dat jaar games aan voor het i-mode-platform, zoals Konami die zijn datingsimulatie Tokimeki Memorial aankondigde. In hetzelfde jaar ontwikkelden Nintendo en Bandai adapters voor mobiele telefoons voor respectievelijk hun draagbare spelconsoles, de Game Boy Color en WonderSwan. In 2001 had i-mode 20 miljoen gebruikers in Japan, samen met meer geavanceerde handsets met grafische afbeeldingen die vergelijkbaar zijn met 8-bit consoles. Er was een grote verscheidenheid aan games beschikbaar voor de i-mode-service, samen met aankondigingen van gevestigde videogame-ontwikkelaars zoals Taito, Konami, Namco en Hudson Soft, inclusief poorten van klassieke arcade-games en 8-bit consolegames.
De lancering van Apple's iPhone in 2007 en de App Store in 2008 hebben de markt ingrijpend veranderd. De focus van de iPhone op groter geheugen, multitasks en extra sensorapparaten, waaronder het touchscreen in een later model, maakte het ideaal voor casual games, terwijl de App Store het voor ontwikkelaars gemakkelijk maakte om apps te maken en te plaatsen om te publiceren, en voor gebruikers om te zoeken voor en het verkrijgen van nieuwe spellen. Met verschillende games die bij de lancering van de App Store werden uitgebracht, werden ze gepresenteerd als verhalen over vodden naar rijkdom, en ontwikkelaars reden naar de iPhone en App Store. Verder heeft de App Store in oktober 2009 de mogelijkheid toegevoegd om in-app-aankopen te ondersteunen. Hierdoor konden games als Angry Birds en Cut the Rope nieuwe modellen voor het genereren van inkomsten vinden, weg van het traditionele premium "een keer betalen"-model. Ondertussen zorgde de verstoring van Apple ervoor dat de markt zich stabiliseerde rond iPhone-apparaten en Google's Android-telefoons die een vergelijkbare app store aanboden via Google Play.
Een ander belangrijk shift-spel met Candy Crush Saga en Puzzle & Dragons uit 2012, games die een stamina-achtige gameplay-functie gebruikten die te vinden was in sociale-netwerkgames zoals FarmVille om het aantal keren dat je het in een enkele periode kon spelen te beperken, maar optioneel toestonden in-app aankopen om dat uithoudingsvermogen onmiddellijk te herstellen en verder te spelen. Deze nieuwe inkomsten genereren miljoenen spelers voor zowel games als miljoenen dollars aan inkomsten, waardoor het "freemium" -model werd opgericht dat in de toekomst een gemeenschappelijke benadering zou zijn voor veel mobiele games. Mobiel gamen groeide de komende jaren snel, gestimuleerd door de snelle expansie in China. In 2016 verdienden de beste mobiele games meer dan US $ 100 miljoen per jaar, en de totale inkomsten voor de mobiele gamessector waren die van andere videogamegebieden overtroffen.
Andere belangrijke trends in mobiele games zijn de hyper-casual games zoals Flappy Bird, Crossy Road en locatiegebaseerde games zoals Pokémon Go.
Mobiel gamen heeft invloed gehad op de grotere markt voor videogames door de vraag weg te nemen van draagbare videogameconsoles; zowel Nintendo als Sony hadden als gevolg van mobiel gamen grote dalingen in de verkoop van hun handhelds uit 2011 gezien in vergelijking met hun voorgangers uit 2004. Tegelijkertijd introduceerde mobiel gamen het concept van microconsoles, goedkope, low-powered videogameconsoles voor thuis die mobiele besturingssystemen gebruikten om te profiteren van de grote verscheidenheid aan games die op deze platforms beschikbaar zijn.